# Morze Sawu
Morze Sawu – głębokie morze w zachodniej części Oceanu Spokojnego, jedno z mórz wewnętrznych Archipelagu Malajskiego. Jest położone między kilkoma wyspami archipelagu Małych Wysp Sundajskich: Flores, Solor, Alor (na północy), Timor, Roti, Sawu i Sumba (na południu). W przybrzeżnych wodach poławia się perłopławy.